# Acanthoscelides ferrugineus
Acanthoscelides ferrugineus là một loài bọ cánh cứng trong họ Bruchidae. Loài này được Oliver miêu tả khoa học năm 1790.